# Vika Rutar
Vika Rutar (* 9. Juni 1997 in Šempeter-Vrtojba) ist eine slowenische Leichtathletin, die im Sprint und im Hürdenlauf an den Start geht.

## Sportliche Laufbahn
Erste internationale Erfahrungen sammelte Vika Rutar im Jahr 2019, als sie bei der Sommer-Universiade in Neapel mit 12,32 s im Halbfinale im 100-Meter-Lauf ausschied und über 200 Meter mit 25,44 s nicht über den Vorlauf hinauskam. 2023 belegte sie bei den Balkan-Meisterschaften in Kraljevo in 59,24 s den sechsten Platz im 400-Meter-Hürdenlauf. Im Jahr darauf gelangte sie bei den Balkan-Meisterschaften in Izmir mit 60,50 s auf Rang 13 im Hürdenlauf und gewann mit der slowenischen 4-mal-400-Meter-Staffel in 3:36,93 min die Bronzemedaille hinter den Teams aus der Ukraine und Kroatien.
In den Jahren 2020 und 2022 wurde Rutar slowenische Meisterin in der 4-mal-100-Meter-Staffel sowie 2021 in der 4-mal-400-Meter-Staffel. Zudem wurde sie 2018 Hallenmeisterin im 60-Meter-Lauf.

## Persönliche Bestleistungen
- 100 Meter: 11,97 s (−0,2 m/s), 24. Juni 2022 in Velenje
  - 60 Meter (Halle): 7,64 s, 25. Februar 2018 in Celje
- 200 Meter: 24,22 s (−0,5 m/s), 17. September 2023 in Novo Mesto
  - 200 Meter (Halle): 25,48 s, 13. Januar 2024 in Padua
- 400 m Hürden: 57,92 s, 9. Juni 2022 in Ljubljana